# Nota (editoria)

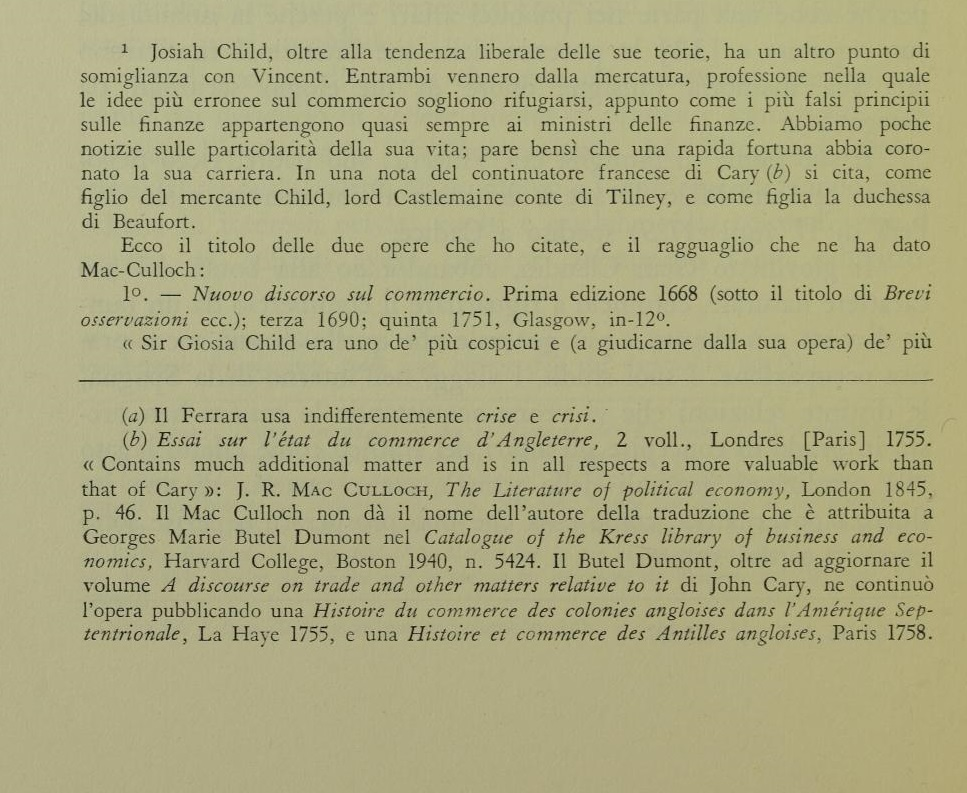
Dettaglio di note a piè di pagina, separate dal testo con una linea e ciascuna col proprio indicatore costituito da una lettera dell'alfabeto.

Una nota è un breve testo avente in genere funzione esplicativa. Quando è posizionata in fondo a una pagina di un libro o di un documento, viene chiamata nota a piè di pagina o nota in calce. Quando invece è collocata nel margine esterno della pagina, è detta nota a margine (o marginale). Le note possono anche essere raggruppate tutte in un'apposita sezione, alla fine del capitolo o del libro.
Fanno parte delle note anche la "postilla" (marginale o finale) e, con significato più specifico, la "chiosa" (chiarimento a una parola o un passo del testo) e la "glossa" (che ha avuto una grande importanza storica in due ambiti: il commento ai testi biblici e, soprattutto, ai testi giuridici).

## Contenuto e utilizzo
La nota può contenere: 
- una spiegazione o una precisazione dell'autore, tanto più se dettagliata o secondaria (che appesantirebbe l'esposizione se lasciata nel corso del testo);
- un commento o un approfondimento del curatore; oppure
- la citazione di una fonte a sostegno di ciò che è affermato nel testo vero e proprio, o il riferimento bibliografico di una fonte citata nel testo.[3]

La nota è dunque essenzialmente una "nota al testo" e non esiste un testo complesso che non sia arricchito di un ampio corredo di note. In particolare, esistono, in alternativa alle traduzioni e specialmente a fini scolastici, molte collane editoriali di classici latini, greci e stranieri con note italiane, in cui le singole opere o selezioni antologiche dei vari autori sono pubblicate nel testo originale annotato in italiano da un curatore, con note esegetiche quasi sempre a piè di pagina.  

### Caratteristiche
Secondo convenzioni tipografiche invalse, le note sono quasi sempre stampate in carattere minore del testo e separate da questo entro la pagina con una linea o un segmento di linea. Ciascuna nota è contrassegnata da un indicatore, perlopiù costituito da un numero e posto in apice. Il numero viene solitamente inserito fra parentesi, tonde o quadre, come: (1) o [1]. Lo stesso numero appare nel testo, in esponente, e funge da richiamo (richiamo di nota). In un libro le note sono numerate progressivamente, pagina dopo pagina o in un unico elenco alla fine del libro oppure capitolo per capitolo. Singole note a piè di pagina possono essere richiamate da lettere dell'alfabeto o da uno o più asterischi *.  
Nella letteratura occidentale storicamente sono stati utilizzati anche altri simboli: †, ‡, §, ‖, ¶ , ormai caduti in disuso come indicatori di nota. È opportuno menzionare l'impiego della manina (☞), soprattutto nelle opere scritte fra il XII e il XV secolo e in quelle stampate fra il XV e il XVIII secolo, ma ancor oggi non di rado adoperata come un nota bene per attirare l'attenzione del lettore su una parte importante del testo.
Nei testi arabi esiste un indicatore di nota apposito: ؂ (codice Unicode U+0602).
In giapponese il simbolo corrispondente è ※ (U+203B).

## Editoria digitale

### HTML
L'HTML, il linguaggio di markup predominante per la stesura delle pagine Web, non possiede meccanismi per gestire le note, malgrado le diverse proposte nel corso degli anni e le ripetute richieste da parte degli utenti. Per ovviare a questa mancanza, ad esempio, nel software MediaWiki è stata introdotta la possibilità di specificare le note nel codice delle pagine wiki mediante l'apposito tag <ref></ref>, per poi richiamarne il testo in un punto prescelto tramite il tag <references/>.
Si potrebbe sostenere che i collegamenti ipertestuali eliminano parzialmente la necessità delle note, essendo i primi il modo principale in cui nel web ci si riferisce ad un altro documento. Tuttavia essi non permettono di citare fonti in modalità off-line; inoltre se la destinazione del link cambia, quest'ultimo può divenire rotto o fuorviante.

### LaTeX
In LaTeX, uno dei più noti linguaggi di markup per la composizione tipografica, esistono invece diversi modi di inserire dei riferimenti puntuali all'interno del testo.
| Ad esempio, per inserire le note a piè di pagina basta scrivere: Creare una nota a piè è semplice.\footnote{Un esempio di nota a piè di pagina.} e il testo "Un esempio di nota a piè di pagina." verrà visualizzato in fondo alla pagina. |

Si possono inserire anche note a margine, note in fondo al capitolo, riferimenti bibliografici. Tutti questi strumenti permettono di numerare automaticamente le note in maniera progressiva (e personalizzabile); facendo click su di esse si viene rimandati al riferimento a cui la nota punta.